# Férfi 110 méteres gátfutás a 2015. évi nyári európai ifjúsági olimpiai fesztiválon
A 2015. évi nyári európai ifjúsági olimpiai fesztiválon az atlétikai versenyszámokat Tbilisziben rendezték. A férfi 110 méteres gátfutás selejtezőit július 28.-án, a döntőt pedig július 31.-én rendezték.

## Rekordok
A versenyt megelőzően a következő rekordok voltak érvényben:
| Ifjúsági világrekord | Jaheel Hyde (Jamaica)        | 12.96 |
| EYOF rekord          | Perini Lorenzo (Olaszország) | 13.44 |

## Selejtező
Minden selejtezőcsoport első 3 helyezettje (Q) illetve a további legjobb 2 időeredménnyel (q) rendelkező sportoló jutott tovább a döntőbe. Minden nemzet egyetlen sportolóval képviselhette magát.
| H  | Csoport | Név                       | Nemzet        | E     | Mj   |
| -- | ------- | ------------------------- | ------------- | ----- | ---- |
| 1  | 2       | Luis Salort Asensio       | Spanyolország | 14.07 | Q    |
| 2  | 1       | Cristian Faidiga          | Olaszország   | 14.23 | Q    |
| 3  | 1       | Bak Bálint Krisztián      | Magyarország  | 14.27 | Q PB |
| 4  | 2       | Luuk Peters               | Hollandia     | 14.29 | Q    |
| 5  | 1       | Diogo Sengo Chaves Guerra | Portugália    | 14.33 | Q    |
| 6  | 2       | Julian Andrianavalona     | Franciaország | 14.40 | Q    |
| 7  | 1       | Artem Shirokiy            | Oroszország   | 14.61 | q PB |
| 8  | 1       | Radin Valchev             | Bulgária      | 15.16 | q    |
| 9  | 2       | Oleksiy Ovcharenko        | Ukrajna       | 15.21 |      |
| 10 | 2       | Jakob Ristimets           | Észtország    | 15.23 |      |
| -  | 2       | Michael Obasuyi           | Belgium       | -     | DQ   |

## Döntő
| H     | Név                       | Nemzet        | E     | Mj |
| ----- | ------------------------- | ------------- | ----- | -- |
| Arany | Julian Andrianavalona     | Franciaország | 13.84 |    |
| Ezüst | Luis Salort Asensio       | Spanyolország | 13.85 |    |
| Bronz | Cristian Faidiga          | Olaszország   | 14.11 |    |
| 4     | Diogo Sengo Chaves Guerra | Portugália    | 14.14 | PB |
| 5     | Luuk Peters               | Hollandia     | 14.17 | PB |
| 6     | Bak Bálint Krisztián      | Magyarország  | 14.36 |    |
| 7     | Artem Shirokiy            | Oroszország   | 14.45 | PB |
| 8     | Radin Valchev             | Bulgária      | 14.58 | PB |